# Supersypnoides rubrifascia
Supersypnoides rubrifascia är en fjärilsart som beskrevs av Moore 1883. Supersypnoides rubrifascia ingår i släktet Supersypnoides och familjen nattflyn. Inga underarter finns listade i Catalogue of Life.